# Real Club Deportivo de La Coruña
Il Real Club Deportivo de La Coruña, meglio noto come Deportivo La Coruña o più semplicemente come Deportivo, è una società calcistica spagnola della città di La Coruña, in Galizia. Milita in Segunda División, la seconda divisione del campionato spagnolo di calcio.
Il primo nome adottato dal club fu Club Deportivo de la Sala Calvet, uno dei ginnasi della A Coruña dell'epoca. Nel 1909 la squadra assunse il nome attuale, ottenendo anche l'appellativo Real e l'uso della corona avendo accettato Alfonso XIII la presidenza onoraria.
Fondato nel 1906, nella sua storia ha vinto un campionato spagnolo (2000), due Coppe del Re (1995 e 2002) e tre Supercoppe di Spagna (1995, 2000 e 2002). Ha partecipato a cinque edizioni consecutive della UEFA Champions League, dal 2000-2001 al 2004-2005, arrivando in semifinale nel 2003-2004.

## Storia

### 1902-1928: Fondazione e primi passi
Nel 1902 Jose María Abalo, uno studente che fece ritorno in patria dopo una permanenza di studio in Inghilterra, introdusse il calcio nella città di La Coruña. Il gioco ottenne presto popolarità e furono formate varie squadre amatoriali.
Nel dicembre del 1906, membri del ginnasio Sala Calvet formarono la squadra che inizialmente portava il nome dell'istituto, nominando Luis Cornide come primo presidente. Nel maggio 1907 Alfonso XIII concesse al club l'appellativo Real e la squadra cambiò il nome nell'attuale. Il Depor cominciò a giocare al Corral de la Gaiteira ("Campo dei suonatori di gaita"), ma presto si spostò al vecchio Riazor, un nuovo campo vicino l'omonima spiaggia di Riazor.
La squadra giocò amichevoli regolarmente e partecipò ai campionati locali, non riuscendo ad ottenere alcun successo nell'unica competizione ufficiale del tempo, la Copa del Rey nelle prime edizioni. Nel 1912 vinse la Copa España, torneo parallelo alla Copa del Rey, disputato solo in quella stagione e che la RFEF ha riconosciuto come ufficiale soltanto a marzo 2023, riconoscendo quindi al Deportivo il suo primo trofeo ufficiale 111 anni la sua disputa.
Nel 1920, alle Olimpiadi del 1920 ad Anversa, ci fu il debutto della nazionale di calcio spagnola le cui buone gesta fecero aumentare la popolarità del calcio in patria e contribuirono alla formazione di squadre professionistiche così da poter disputare il primo campionato spagnolo della storia, quello del 1928-29. Il Depor non figurava comunque tra le compagini dei primi campionati storici.

### Dal 1928 al 1948

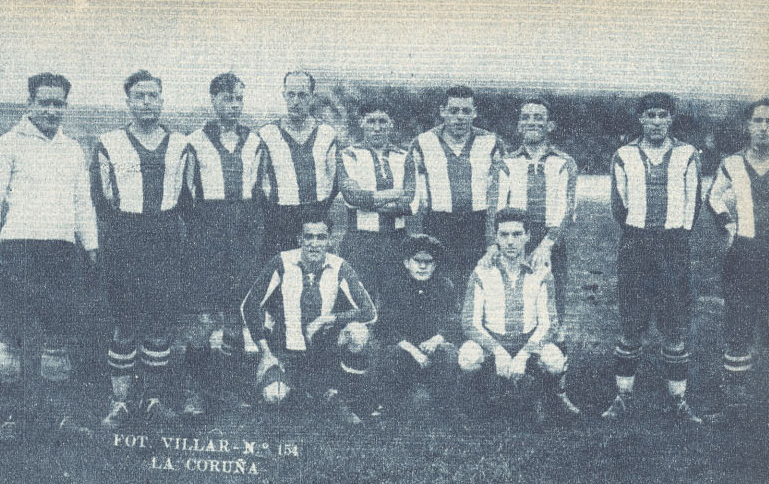
Il Depor in fase di costruzione della prima squadra professionistica, era il 1927

Nel 1928 il Depor fallì la possibilità di giocare la prima Primera División della storia e fu inserita in Segunda División dove finì 8° su 10. La squadra rimase in Segunda per parecchi anni, soffrendo anche i problemi di un campionato con continui cambi strutturali e geografici. Nel 1932 arrivò con una vittoria in coppa del Depor contro il Real Madrid imbattuto in campionato una prima piccola soddisfazione.
Nel 1936 scoppiò la Guerra civile spagnola così le competizioni ufficiali furono bloccate fino al 1939–40. Quell'anno, gli erculei si qualificarono al playoff previsto in quella stagione per la promozione. Fato volle che il match fosse contro gli arcirivali galiziani del Celta Vigo impegnati a non retrocedere. La partita fu vinta dal Celta 1-0, che rimase in Primera, lasciando infranti i sogni di promozione del Depor L'appuntamento con la storia fu rimandato di un solo anno, dato che il Deportivo raggiunse nuovamente il play-off promozione, stavolta battendo il Murcia 2-1 e ottenendo la prima agognata promozione in prima divisione.
La prima stagione in Liga fu un successo per la squadra galiziana, che terminò quarta. Il trend calò però drasticamente di anno in anno, passando dal 9º al 12º fino al 14º posto nel 1945, che risultò in una retrocessione e quindi ad un ritorno in Segunda. Gli anni successivi furono caratterizzati da un saliscendi continuo: la squadra ottenne la promozione immediata per poi retrocedere nuovamente, salvo poi risalire in Liga ulteriormente l'anno successivo ancora.
Dal 1949 il Deportivo si stabilì definitivamente nel massimo campionato inaugurando una decade di prestazioni al vertice del campionato. Il club decise anche di costruire un nuovo stadio, il Riazor che è tuttora il campo casalingo. Fu inaugurato il 28 ottobre 1944 con una partita di campionato contro il Valencia. In questo periodo prolifico di soddisfazioni e cambiamenti, il giocatore chiave fu Juan Acuña, portiere della formazione. Xanetas, come era conosciuto tra i tifosi, ottenne fino a quattro trofei Zamora tra il 1942 ed il 1951, divenendo di fatto il secondo portiere più premiato della storia del campionato spagnolo.

### 1948-1957: Il decennio d'oro

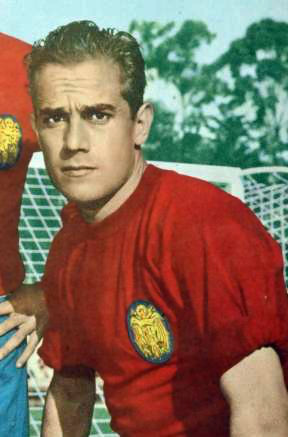
Suarez, qui in nazionale, fu uno dei giocatori che giocarono nel Depor degli anni '50

Il club terminò la stagione 1948–49 al decimo posto. La stagione successiva vide invece il loro primo maggior risultato in campionato, terminando il Depor la stagione al secondo posto soltanto un punto dietro all'Atlético de Madrid. La squadra era guidata dall'allenatore argentino Alejandro Scopelli, che portò nel club un gruppo di giocatori sudamericani come Julio Corcuera, Oswaldo García, Rafael Franco e Dagoberto Moll che resero il club molto più competitivo e capace di restare al vertice del campionato spagnolo per nove stagioni di fila fino al 1957. Fu un gran periodo per il club che vide tra i suoi membri illustri allenatori come Helenio Herrera e giocatori come Pahiño ed il locale Luis Suarez (unico giocatore a ricevere il Pallone d'Oro) al Riazor.

### 1957-1973: Il periodo altalenante
Dopo 9 stagioni ad alto livello, la squadra retrocesse in Segunda División nel 1957 rimanendo nel campionato cadetto per ben 5 anni, fino alla promozione del 1962. Questo anno fu l'inizio di un'era altalenante che portò il club ad essere soprannominata "squadra ascensore" per i suoi continui cambi di categoria: raggiunta la promozione del 1962, retrocessero nuovamente nel 1963, per risalire nel 1964 e riscendere l'anno seguente, ritornare nuovamente nel 1966 e ricadere nel 1967, ottenere una nuova ulteriore promozione nel 1968 e retrocedere nuovamente dopo soli due anni nel 1970. Ultimo ascesa nel 1971, susseguita da una retrocessione due anni successivi.
Nonostante il rendimento schizofrenico, il Depor disponeva di un settore giovanile di altissimo livello al tempo e lanciò giovani come Amancio Amaro, Severino Reija, José Luis Veloso o Jaime Blanco, che iniziarono la propria carriera al Riazor e scrissero pagine internazionali di calcio nella rispettiva nazionale. Tuttavia, la problematica situazione finanziaria delle casse del club portò alla vendita forzata di questi giocatori, senza che la squadra potesse consolidare un buon gruppo per ottenere prestazioni elevate. Se l'era altalentante degli anni '60 non lasciò particolarmente contenti i tifosi come è lecito immaginare, terminò nel 1973 per dare inizio ad un'era ancora peggiore.

### 1973-1988: Il periodo buio
Dopo la retrocessione del 1973, il club entrò in un periodo di crisi profonda e sprofondò in una sola stagione addirittura nella terza serie spagnola (Tercera División) per la prima volta nella sua storia. Tuttavia il Depor riuscì a risalire in un solo anno in Segunda, consolidandosi nel campionato cadetto per circa dieci anni. Nel campionato 1979-80 tuttavia crollò nuovamente, retrocedendo di nuovo nella nuova Segunda División B, comunque terza categoria professionistica, per la seconda ed ultima volta della sua storia. Fatto curioso, quell'anno retrocesse insieme agli arci-rivali del Celta, dando vita nella stagione 1980-81 alle partite più seguite di sempre nella storia della terza serie spagnola. Entrambe le formazioni galiziane fecero in ogni caso soltanto un anno di purgatorio.
La situazione in Segunda negli anni successivi non migliorò molto, dato che furono assai poche le possibilità di ottenere una promozione e molte più le stagioni dal rendimento mediocre. Nella stagione 1987-88 addirittura il Deportivo rischiò un'ulteriore retrocessione in terza divisione, evitata soltanto con uno storico gol di Vicente Celeiro contro il Racing de Santander nei minuti di recupero dell'ultima partita di campionato. Questo episodio è generalmente considerato la fine del periodo buio del club e l'inizio di una nuova era.
Del resto durante questi anni, oltre ai problemi sul campo, il club affrontò soprattutto gravi problemi economici e societari, con mancanze di fondi ed allenatori esonerati praticamente ogni anno. Nell'estate del 1988, un'assemblea aperta e pubblica scelse un nuovo apparato dirigente con a capo Augusto César Lendoiro. Il Depor al tempo aveva un debito stimato di circa 600 milioni di pesetas, era fuori dal grande calcio da 15 anni e non disponeva praticamente più di infrastrutture necessarie a livello economico e sportivo.

### 1988-1999: La rinascita e il mito delSuper Depor

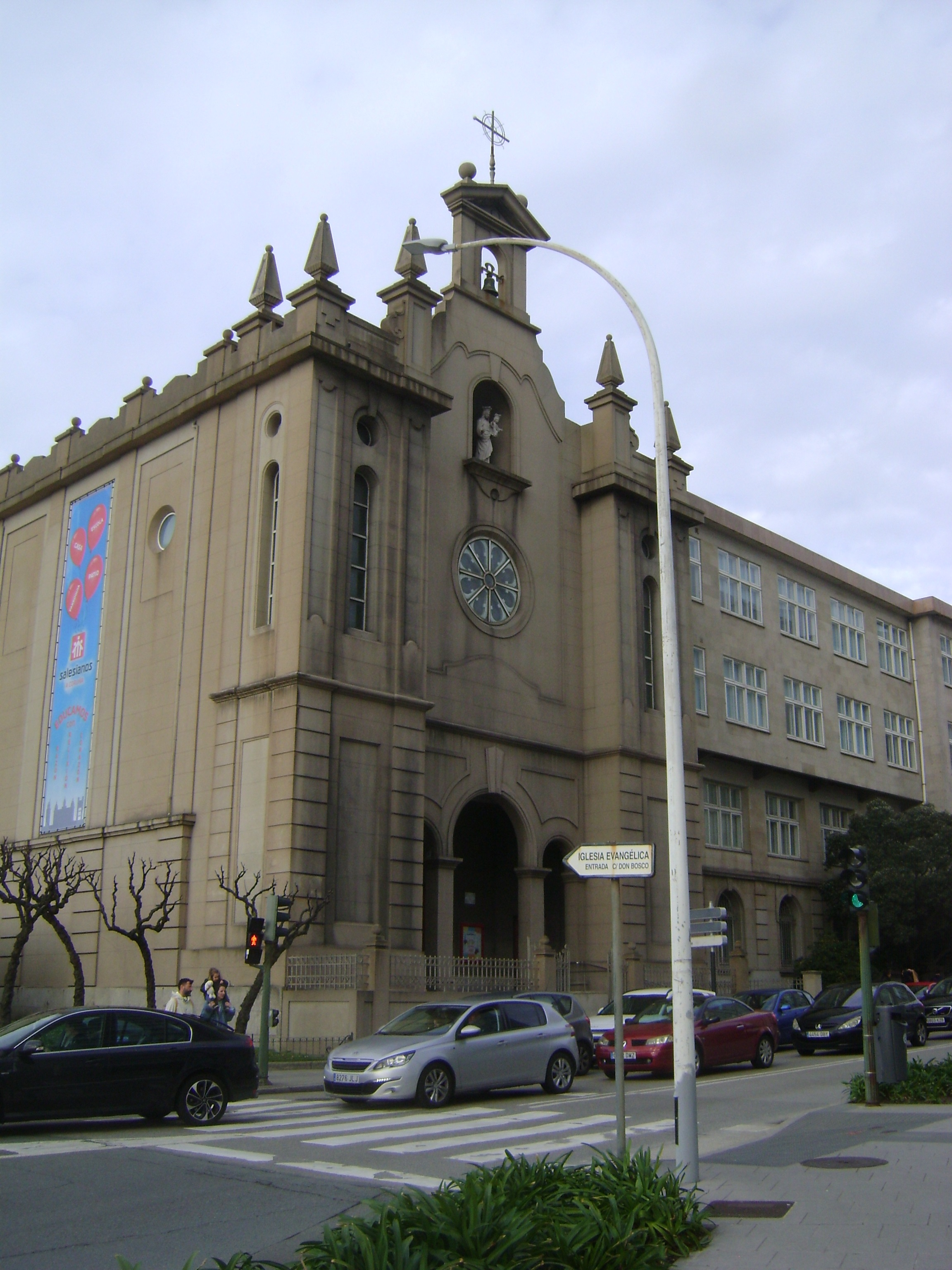
Nel Collegio Salesianos di Coruña si è svolta la storica assemblea nella quale Augusto César Lendoiro è stato eletto presidente del club.

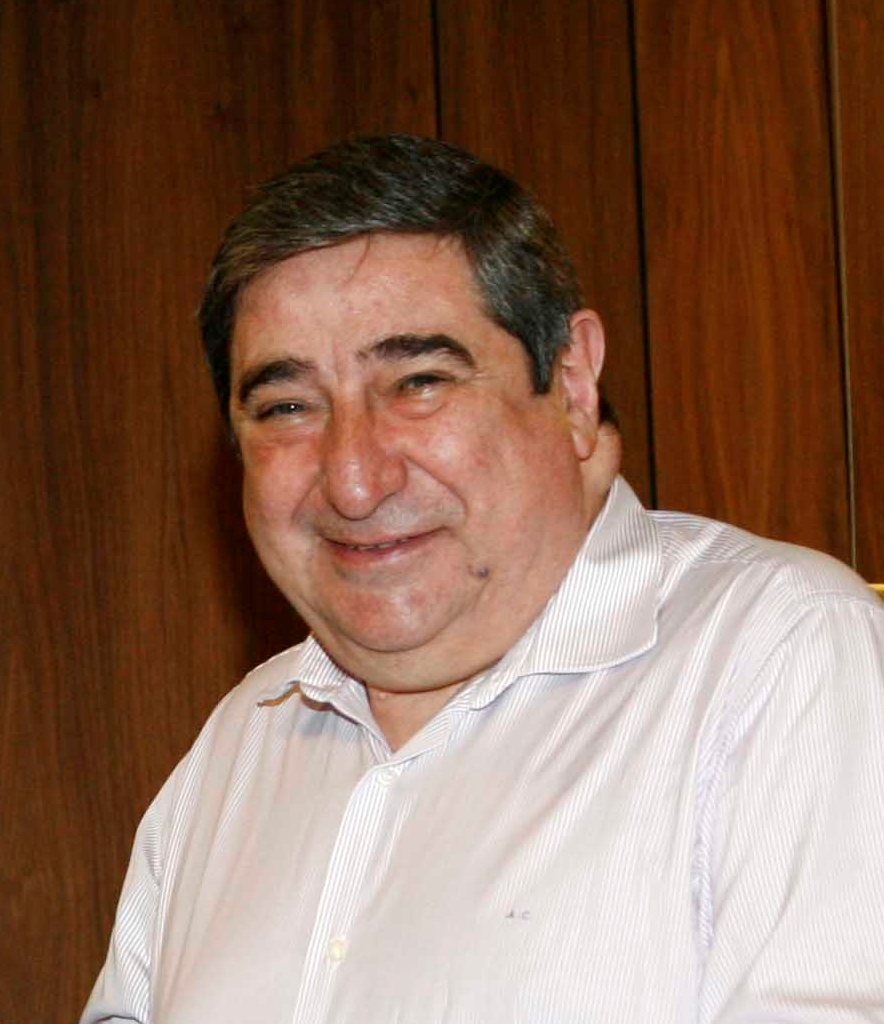
Lendoiro, presidente della rinascita del Depor

I benefici della gestione Lendoiro si fecero subito sentire e furono solo due gli anni di assestamento in Segunda. Di lì a poco la compagine allenata da Arsenio Iglesias e guidata in campo da Đukić, Claudio, Aldana, Fran, Mauro Silva e Bebeto avrebbe infatti ottenuto risultati di rilievo. In tre stagioni, dal 1992-1993 al 1994-1995, fu due volte vicecampione di Spagna e una volta terza forza della Liga, vincendo una Coppa del Re nel 1994-1995.
La svolta sportiva risale al 1990-1991, con la promozione in massima serie. Ottenuta la salvezza nella stagione seguente, nel 1992-1993, rinforzato dagli acquisti di Bebeto e Mauro Silva, si guadagnò il soprannome di Súper Depor e gareggiò con il Barcellona per la vittoria del campionato, così come la stagione successiva, quando il sogno s'infranse all'ultimo minuto dell'ultima giornata, a causa di un calcio di rigore sbagliato dal serbo Miroslav Đukić nella gara casalinga con il Valencia (finì 0-0). Bebeto si laureò Pichichi nel campionato 1992-1993 e Liaño fu insignito del Trofeo Zamora nel campionato 1993-1994.
Nel 1994-1995 la squadra galiziana giunse in finale di Coppa del Re al Bernabéu di Madrid e si aggiudicò il suo primo trofeo ufficiale proprio contro la squadra con cui, appena un anno prima, era svanito il titolo di campione nazionale, il Valencia. Nel 1995 mise in bacheca anche la Supercoppa di Spagna, vinta dopo la doppia sfida contro il Real Madrid, battuto per 3-0 in casa e per 1-2 in trasferta.
Nella prima metà degli anni '90 il Deportivo fece inoltre quattro partecipazioni alla Coppa UEFA e una alla scomparsa Coppa delle Coppe, torneo in cui nel 1995-1996 il club galiziano raggiunse la semifinale, dove fu arrestato dai futuri vincitori della competizione, i francesi del Paris Saint-Germain.

### 2000-2008: Il Deportivo campione di Spagna e tra le grandi d'Europa
Nella stagione 1999-2000 il Deportivo allenato da Javier Irureta vinse per la prima volta il campionato spagnolo. Le stelle di quella squadra erano Songo'o, Djalminha, Pauleta, Fran, Mauro Silva, Donato, Naybet, Flores e Makaay, attaccante olandese autore di 22 gol, molti dei quali decisivi. La lotta al vertice fu molto serrata, specie nelle ultime sette giornate. Pur avendo perso lo scontro diretto del 18 marzo 2000 contro il Barcellona al Camp Nou, il Depor amministrò il vantaggio residuo fino alla fine. Pur avendo ottenuto solo due punti nelle tre giornate precedenti all'ultimo turno, la squadra galiziana riuscì a mettere in bacheca il trofeo all'ultima giornata, battendo per 2-0 l'Espanyol grazie ai gol di Donato e Makaay. Il 19 maggio 2000 i tifosi galiziani poterono dunque festeggiare uno storico titolo spagnolo, il primo in 94 anni di storia del club.

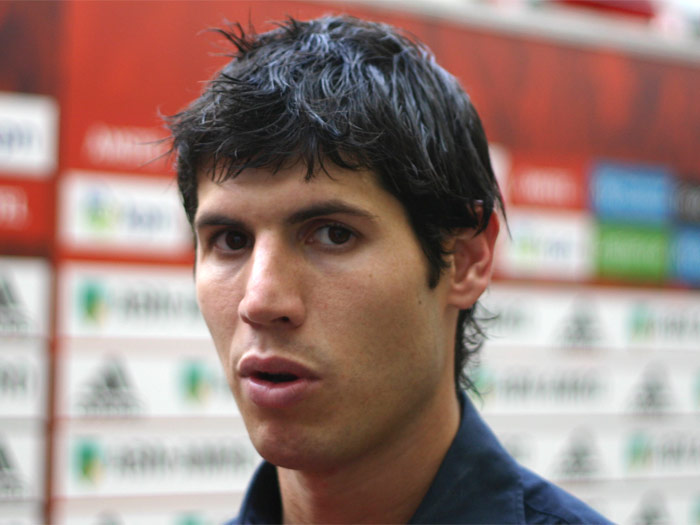
Albert Luque, dal 2002 al 2005 al Deportivo.

L'8 settembre 2001 il Deportivo raggiunse il traguardo delle mille partite nella massima divisione spagnola. L'annata 2001-2002 fu impreziosita dalla vittoria della seconda Coppa del Re grazie al successo per 2-1 in finale, al Bernabéu, contro il quotato Real Madrid, che quell'anno vinse la UEFA Champions League. I gol furono di Sergio e Diego Tristán.
Nella UEFA Champions League 2003-2004 il Depor eliminò (con un doppio 1-0, prima in casa, poi in trasferta) la Juventus, finalista perdente della stagione precedente, agli ottavi di finale. Ai quarti continuò la sua marcia estromettendo dalla competizione il Milan detentore del trofeo: dopo la sconfitta per 4-1 subita all'andata a San Siro il Deportivo riuscì nell'impresa di battere i rossoneri per 4-0 nella gara di ritorno giocata a La Coruña. Fu poi eliminato in semifinale dal Porto, futuro campione d'Europa: dopo lo 0-0 esterno, il Deportivo perse per 0-1 in casa. Grandi protagonisti di questa bella annata furono Diego Tristán, Walter Pandiani e Albert Luque. Il 5 novembre 2003, in una partita valida per la prima fase della UEFA Champions League, il Deportivo fu nettamente sconfitto per 8-3 dal Monaco allo stadio Louis II. Questa partita fu fino all'edizione 2016-2017 (Borussia Dortmund-Legia Varsavia 8-4) partita con più gol (11) nella storia della Champions. Dopo la partita la divisa ufficiale da trasferta del Depor, di colore completamente arancione, fu abbandonata e tutti i completi furono bruciati.
La stagione 2004-2005 fu al di sotto delle aspettative. Il ciclo del cosiddetto Super Depor si chiuse bruscamente, con l'eliminazione nella prima fase della UEFA Champions League, senza che la squadra segnasse alcun gol, e con il decimo posto in campionato. L'allenatore Javier Irureta decise di abbandonare il club dopo molte stagioni, impreziosite dalla vittoria del campionato nel 2000.
Nella stagione 2005-2006, guidata da Joaquín Caparrós, la squadra raggiunse l'ottavo posto in campionato e nella stagione seguente si piazzò tredicesima. Nel 2007-2008 il nuovo allenatore Miguel Ángel Lotina condusse la formazione galiziana alla qualificazione alla Coppa Intertoto, dopo una seconda parte di stagione in cui il Deportivo aveva avuto un rendimento da squadra piazzata in zona UEFA Champions League.

### 2008-2020: Tra retrocessioni e promozioni, la caduta in Segunda B
Anche nella stagione seguente, nel 2008-2009, il Depor di Lotina ottenne buoni risultati, facendo del collettivo il suo punto di forza. Vinse la Coppa Intertoto e giunse fino ai sedicesimi di Coppa UEFA, dove fu eliminato dai danesi dell'Aalborg. In campionato lottò fino al termine per una qualificazione alle coppe europee, che però svanì nelle ultime giornate. Nel corso della stagione si misero in evidenza il laterale sinistro di difesa brasiliano Filipe Luís Kasmirski, nel giro della nazionale brasiliana, e la mezzapunta messicana Andrés Guardado, oltre ai veterani Manuel Pablo, Valerón e Sergio.
Dopo il decimo posto del 2009-2010, la squadra incappò nel 2010-2011 in un'annata nefasta. Il 21 maggio 2011, al Riazor, all'ultima giornata del campionato spagnolo, il Depor retrocesse in Segunda División a seguito della sconfitta casalinga contro il Valencia per 0-2. Saltarono così tutti i progetti del presidente Augusto César Lendoiro di ricostruire un nuovo Super Depor. L'allenatore Lotina rassegnò le dimissioni e così terminò un ciclo durante il quale i galiziani militarono nella massima serie per venti anni consecutivi.
L'esperienza nella categoria inferiore durò, però, solamente un anno, perché nella stagione 2011-2012 la squadra riuscì a riconquistare la massima serie, guadagnando il primo posto in seconda divisione. La certezza aritmetica della promozione e della prima posizione in classifica giunse con una giornata d'anticipo, il 27 maggio 2012, grazie al successo per 2-1 nella partita casalinga con il Huesca, che permise di portare a 6 punti il vantaggio sulla terza in classifica, il Real Valladolid (fermato sul 2-2 sul campo dell'Alcorcón), e di mantenere 4 punti di vantaggio sulla seconda in classifica, il Celta Vigo.
Nel 2012-2013 la squadra retrocesse nuovamente in Segunda División al termine di un'annata tribolata, segnata da due cambi di allenatore. All'ultima di campionato, il 1º giugno 2013 al Riazor, perse per 1-0 con la Real Sociedad (squadra in lotta per un posto in UEFA Champions League) e - stante la contemporanea vittoria del Celta Vigo per 1-0 sull'Espanyol - fu superato in classifica di due punti, finendo addirittura penultimo, dietro al Maiorca. Dopo questa partita Juan Carlos Valerón dichiarò in conferenza stampa di essere in procinto di lasciare il Deportivo, non avendo più le forze né l'età per andare avanti. Al termine di questa stagione il Depor allontanò due giocatori, la bandiera Daniel Aranzubía e il difensore Zé Castro, per i loro salari troppo alti. Più tardi arrivò anche la cessione di Bruno Gama sempre per lo stesso motivo.
Nel 2013-2014 il Depor si piazzò secondo nel campionato di seconda serie e tornò in massima divisione per la seconda volta in tre anni. Nella stagione 2014-2015 ottenne la salvezza all'ultima giornata del campionato, pareggiando 2-2 contro il Barcellona e ottenendo il 16º posto sotto la guida del nuovo allenatore Víctor Fernández, subentrato il 9 aprile 2015.
Rinforzato dagli innesti di Alejandro Arribas, Fernando Navarro, Pedro Mosquera e Fayçal Fajr, il Deportivo partì bene nel 2015-2016 e il 28 novembre 2015, vincendo per 2-0 contro il Las Palmas, si portò al quinto posto. La seconda parte di stagione fu, tuttavia, disastrosa: oltre alla bruciante eliminazione in Coppa del Re contro il Mirandés (vittorioso per 3-0 al Riazor il 12 gennaio 2016) arrivarono solo 2 vittorie in 22 partite nel 2016. La salvezza arrivò solo alla penultima giornata, ma non bastò a salvare la panchina di Víctor Sánchez, che fu sollevato dall'incarico il 29 maggio 2016.
Al suo posto subentrò Gaizka Garitano, che il 10 giugno 2016 firmò un contratto di un anno. Il 26 febbraio 2017, dopo quattro sconfitte consecutive, Garitano fu esonerato e sostituito da Pepe Mel, che condusse la squadra al quindicesimo posto finale.
La stagione 2017-2018 si rivelò più complicata ed ebbe un epilogo amaro. A seguito della sconfitta casalinga rimediata contro il Girona per 1-2 il 23 ottobre 2017, Pepe Mel fu sollevato dall'incarico e sostituito da Cristóbal Parralo Aguilera, promosso dalla squadra riserve. Il nuovo tecnico fu esonerato a sua volta il 4 febbraio 2018 a causa dei risultati negativi, dopo il 5-0 patito il 2 febbraio sul campo della Real Sociedad. Gli subentrò Clarence Seedorf, che non riuscì ad evitare la retrocessione in Segunda División, la terza in otto stagioni, con tre giornate di anticipo rispetto alla fine del campionato.
Nella stagione 2018-2019, in seconda serie, il Depor chiuse al quarto posto il girone di andata, ma nel girone di ritorno l'allenatore Natxo González fu esonerato dopo dieci partite consecutive senza vittorie. Vincendo per 2-0 contro il Córdoba già retrocesso, all'ultima giornata la squadra riuscì a ottenere il sesto posto, l'ultimo che qualificava ai play-off per la promozione. Agli spareggi la compagine allenata da José Luis Martí eliminò il Malaga (terzo classificato nella stagione regolare) battendolo per 4-2 in casa e per 1-0 alla Rosaleda, poi sconfisse per 2-0 al Riazor il Maiorca (quinto nella stagione regolare) nell'andata della finale dei play-off, ma perdendo per 3-0 la gara di ritorno mancò la promozione.
Per la nuova stagione la guida tecnica fu affidata a Juan Antonio Anquela. Dopo dieci giornate (una vittoria, 5 pareggi e 3 sconfitte), con la squadra ultima in classifica, l'8 ottobre 2019 la dirigenza decise di esonerare Anquela per ingaggiare Luis César Sampedro, che iniziò con due sconfitte di fila. Alla fine di dicembre subentra in panchina Fernando Vázquez, di nuovo al Deportivo dopo cinque anni. Al termine della stagione 2019-20 il club retrocesse, a 39 anni dall'ultima volta, in terza serie, la Segunda División B. Trascorse quattro stagioni nella terza divisione, alla fine dell'annata 2023-2024 il Deportivo ha ottenuto la promozione in seconda serie vincendo il campionato.

## Colori e simboli

### Colori

Una formazione del Deportivo La Coruña, con la prima storica maglia a strisce verticali bianco-blu.

Lo stemma ufficiale del club è composta da una cintura da guerriero che circonda l'originale emblema del Ginnasio Sala Calvet. La corona è presente invece sin dal decreto reale che assegnò nel 1912 il titolo di Real. La fascia blu diagonale invece richiama la bandiera galiziana per richiamare la provenienza del club.
Il Deportivo La Coruña ha sempre giocato nella sua famosa tenuta blu con strisce verticali bianche, anche se fu resa ufficiale soltanto dal 1912. Tutt'oggi le divise mantengono questa impostazione cromatica, mentre quelle alternative variano a seconda degli accordi commerciali coi fornitori tecnici. L'attuale sponsor è Estrella Galicia, mentre Kappa è il fornitore tecnico.

## Strutture

### Stadio

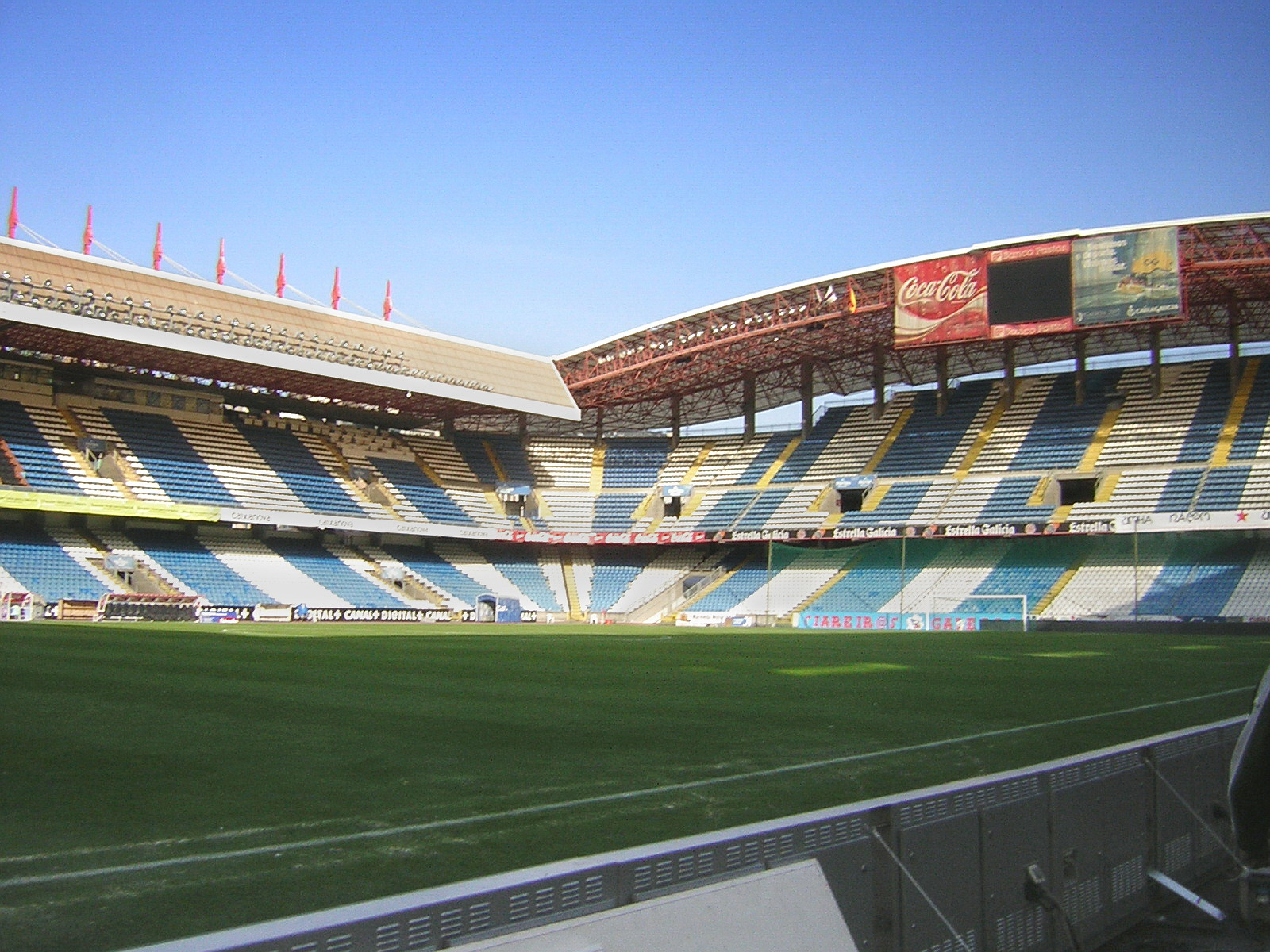
Panorama dello Stadio Riazor, inaugurato nel 1944.

Il Deportivo gioca le partite casalinghe allo Stadio Riazor, situato a La Coruña. L'inaugurazione dello stadio cittadino avvenne il 28 ottobre 1944 con la partita tra il Deportivo e il Valencia che vide la sconfitta della squadra di casa per 2-3. Le dimensioni del nuovo stadio, con una capienza di più di 30.000 spettatori, resero possibile il disputarsi di incontri internazionali, e il primo fu tra la nazionale di casa e quella portoghese, disputato il 6 maggio 1945, che vide la vittoria della selezione spagnola per 4-2. Allo stesso modo si poterono celebrare le finali dei tornei ufficiali, e la prima fu la finale della Coppa del Generalissimo della stagione 1946-47, che vide affrontarsi il Real Madrid e l'Espanyol, in cui vinsero le "merengues" per 2-0. Ma la grandezza del terreno di gioco e la pista di atletica rendevano il Riazor un campo freddo, che non riusciva mai ad arrivare al limite della capienza. Con la disputa nel 1982 dei Mondiali di calcio questi problemi furono in parte rimediati con le rimodellazioni necessarie per ospitare tre partite del primo turno di questa competizione; la capienza dello stadio fu infatti ridotta a 28.000 spettatori. Nella stagione 1995-96, che vide gli inizi della fase migliore del Deportivo, il Riazor subì altre modifiche per chiudere l'impianto con le tribune sui quattro lati, visto che fino a quel momento era a forma di ferro di cavallo. Fu eliminata la pista di atletica, e lo stadio raggiunse la capienza attuale di 34.600 spettatori.
Al termine della stagione 2017/2018, lo stadio viene sottoposto ad un'importante opera di rinnovamento della copertura e dell'illuminazione, costringendo la squadra a giocare le prime 3 giornate del campionato successivo in trasferta.

## Società

### Sponsor
| Stagioni  | Fornitore                 | Sponsor          |
| --------- | ------------------------- | ---------------- |
| 1990–1992 | Rox                       | Leyma            |
| 1992–1997 | Umbro                     | Feiraco          |
| 1997–2000 | Adidas                    | Feiraco          |
| 2000–2001 | Adidas                    | Dreamcast        |
| 2001–2007 | Joma                      | Fadesa           |
| 2007–2008 | Canterbury of New Zealand | Fadesa           |
| 2008–2009 | Canterbury of New Zealand | Estrella Galicia |
| 2009–2017 | Lotto                     | Estrella Galicia |
| 2017-2021 | Macron                    | Estrella Galicia |
| 2021-     | Kappa                     | Estrella Galicia |

### Settore giovanile

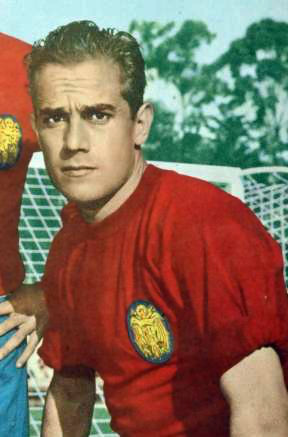
Dopo aver esordito nelle file del Deportivo nel 1953, lungo la sua carriera Luis Suárez ha ottenuto numerosi successi sia a livello di club, con e, sia con la nazionale spagnola, venendo considerato uno dei migliori centrocampisti e, più in generale, talenti della sua generazione.

Il Deportivo dispone di uno dei settori giovanili più famosi e floridi della Spagna: anche se oggi è diviso in più squadre, corrispondenti alle diverse fasce d'età, la sua massima sezione, chiamata Juvenil (corrispondente alle squadre Primavera italiane), è stata istituita per la prima volta nel 1949, sotto forte spinta dell'allora allenatore della prima squadra, l'italo-argentino Alejandro Scopelli.
Coinvolta in competizioni ufficiali fin dal 1950, nella sua storia la formazione Juvenil è riuscita a vincere la Copa de Campeones (fase finale della División de Honor, il massimo campionato giovanile nazionale) per due volte, nel 1996 e nel 2021. Nel secondo caso, il Deportivo ha ottenuto anche la prima, storica qualificazione alla UEFA Youth League.
Come accade per molte altre squadre professionistiche spagnole, gli atleti che, una volta completata la trafila del settore giovanile, restano a La Coruña possono essere aggregati in pianta stabile alla prima squadra o alternarsi fra essa e la formazione delle riserve, che in questo caso corrisponde al Deportivo Fabril, originariamente indipendente e fondato nel 1914, ma in seguito diventato squadra satellite del Deportivo nel 1964 e definitivamente accorpato nella società galiziana a partire dal 1993.
Fra i prodotti del vivaio "deportivista" ci sono anche alcuni dei calciatori simbolo del club, inclusi i fratelli José Ramón e Fran González e Álex Bergantiños: gli ultimi due sono stati a lungo capitani della squadra, e Fran è anche il primatista assoluto di presenze con la maglia bianco-blu.
Anche se non tutti sono cresciuti calcisticamente nelle giovanili del Dépor, molti altri calciatori hanno trovato nella società galiziana il trampolino di lancio giusto per l'inizio della loro carriera professionistica: fra loro, i nazionali spagnoli Luis Suárez (l'unico calciatore nato in Spagna a vincere il Pallone d'oro), Severino Reija, José Luis Veloso e Amancio, ma anche giocatori di lungo corso delle varie leghe nazionali come Dani Mallo, Ian Mackay e Aridane Santana, oltre a talenti più recenti come Pinchi, Edu Expósito e Mujaid Sadick. Da segnalare, inoltre, il caso particolare di Ramiro Amarelle, che aveva iniziato a giocare proprio nel vivaio del Deportivo (vincendo anche il campionato giovanile nazionale nel 1996, insieme al già citato Mallo) prima di cambiare strada e passare al beach soccer, in cui nel tempo si è affermato come uno dei giocatori più amati di sempre.

## Calciatori

### Vincitori di titoli
Campioni del mondo
- Mauro Silva (Stati Uniti 1994)
- Bebeto (Stati Uniti 1994)

Scarpa d'oro: 1
- Roy Makaay (2002-2003, 29 gol)

Trofeo Pichichi: 3
- Bebeto (1992-1993, 29 gol)
- Diego Tristán (2001-2002, 21 gol)
- Roy Makaay (2002-2003, 29 gol)

Trofeo Zamora: 8
- Juan Acuña (1941-1942, 1942-1943, 1949-1950, 1950-1951)
- Juan Ignacio Otero (1953-1954)
- Francisco Liaño (1992-1993, 1993-1994)
- Jacques Songo'o (1996-1997)

## Palmarès

### Competizioni nazionali

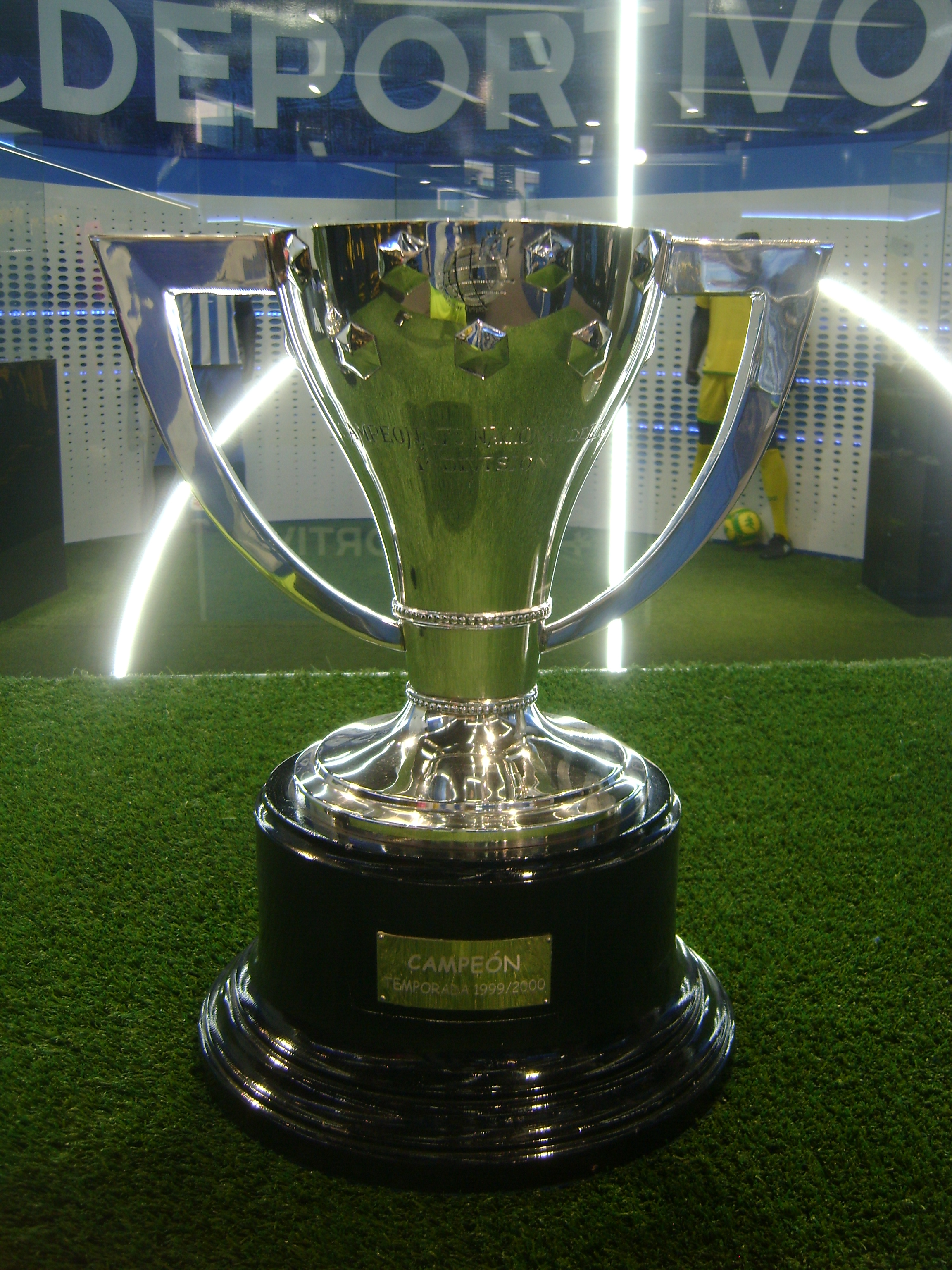
Trofeo La Liga 99/00. Il Deportivo è una delle nove squadre campione della La Liga.

- Copa España: 1

1912
- Campionato spagnolo: 1

1999-2000
- Coppa di Spagna: 2

1994-1995, 2001-2002
- Supercoppa di Spagna: 3

1995, 2000, 2002
- Segunda División: 5

1961-1962 (gruppo I), 1963-1964 (gruppo I), 1965-1966 (gruppo I), 1967-1968 (gruppo I), 2011-2012
- Tercera División: 1

1974-1975
- Primera Federación: 1

2023-2024 (gruppo 1)

### Competizioni regionali
- Campionato galiziano: 6

1926-1927, 1927-1928, 1930-1931, 1932-1933, 1936-1937, 1939-1940

### Competizioni giovanili
- División de Honor Juvenil de Fútbol: 2

1995-1996, 2020-2021

### Competizioni amichevoli
- Trofeo Teresa Herrera: 23

1955, 1962, 1964, 1969, 1995, 1997, 1998, 2000, 2001, 2002, 2003, 2004, 2005, 2006, 2007, 2008, 2012, 2014, 2015, 2016, 2017, 2019, 2020
- Trofeo Ramón de Carranza: 1

1998

### Altri piazzamenti
- Campionato spagnolo:

Secondo posto: 1949-1950, 1993-1994, 1994-1995, 2000-2001, 2001-2002
Terzo posto: 1992-1993, 1996-1997, 2002-2003, 2003-2004
- Segunda División:

Secondo posto: 1940-1941 (gruppo I), 1945-1946, 1947-1948, 1960-1961 (gruppo I), 1986-1987, 1990-1991, 2013-2014
Terzo posto: 1970-1971
- Copa de la Liga Segunda División:

Finalista: 1983

## Statistiche e record

### Partecipazione ai campionati e ai tornei internazionali

#### Campionati nazionali
Dalla stagione 1928-1929 alla 2024-2025 il club ha ottenuto le seguenti partecipazioni ai campionati nazionali:
| Livello | Categoria          | Partecipazioni | Debutto   | Ultima stagione | Totale |
| ------- | ------------------ | -------------- | --------- | --------------- | ------ |
| 1º      | Primera División   | 47             | 1941-1942 | 2017-2018       | 47     |
| 2º      | Segunda División   | 42             | 1928-1929 | 2024-2025       | 42     |
| 3º      | Tercera División   | 1              | 1974-1975 | 1974-1975       | 1      |
| 4º      | Segunda División B | 9              | 1961-1962 | 2023-2024       | 9      |

#### Tornei internazionali
Alla stagione 2024-2025 il club ha ottenuto le seguenti partecipazioni ai tornei internazionali:
| Categoria                     | Partecipazioni | Debutto   | Ultima stagione |
| ----------------------------- | -------------- | --------- | --------------- |
| UEFA Champions League         | 5              | 2000-2001 | 2004-2005       |
| Coppa delle Coppe             | 1              | 1995-1996 | 1995-1996       |
| Coppa UEFA/UEFA Europa League | 5              | 1993-1994 | 2008-2009       |
| Coppa Intertoto UEFA          | 2              | 2005      | 2008            |

### Statistiche individuali
I giocatori con più presenze nelle competizioni europee sono Fran e Juan Carlos Valerón a quota 66, mentre il miglior marcatore è Diego Tristán con 16 gol.
Di seguito alcuni record individuali relativi ai calciatori del Deportivo de La Coruña:
| Record di presenze - 700 Fran (1987-2005) - 482 Manuel Pablo (1998-2016) - 459 Mauro Silva (1992-2005) - 422 Juan Carlos Valerón (2000-2013) - 393 Donato Gama da Silva (1993-2003) - 383 Sergio González Soriano (2001-2010) - 363 Juan Acuña Naya (1939-1955) - 336 Álex Bergantiños (2004-2023) - 331 Francisco García Fernández (1975-1985) - 327 José Domínguez Rial (1960-1971) | Record di reti - 110 Diego Tristán (2000-2006) - 107 José Manuel Traba (1975-1988) - 106 José Veloso (1958-1965) - 102 Bebeto (1992-1996) - 97 Roy Makaay (1999-2003) - 90 Manuel Guimerans (1939-1950) - 82 Vicente Celeiro (1980-1989) - 80 José Luis Vara (1978-1987) - 75 Alfonso Castro (1973-1982) - 69 Amancio Amaro (1958-1962) |

### Statistiche di squadra
A livello internazionale la miglior vittoria è l'8-0 ottenuto contro l'APOEL nei sedicesimi della Coppa delle Coppe 1995-1996, mentre la peggior sconfitta l'8-3 subito contro il Monaco nella fase a gironi della UEFA Champions League 2003-2004.

## Organico

### Rosa 2025-2026
Aggiornata al 13 agosto 2025.
| N. |                         | Ruolo | Calciatore          |
| -- | ----------------------- | ----- | ------------------- |
| 1  | Spagna (bandiera)       | P     | Germán Parreño      |
| 2  | Australia (bandiera)    | C     | Denis Genreau       |
| 3  | Paesi Bassi (bandiera)  | A     | Zakaria Eddahchouri |
| 4  | Francia (bandiera)      | D     | Pablo Martinez      |
| 5  | Spagna (bandiera)       | D     | Dani Barcia         |
| 6  | Spagna (bandiera)       | D     | Álex Petxarroman    |
| 7  | Spagna (bandiera)       | C     | Diego Gómez         |
| 8  | Spagna (bandiera)       | C     | Diego Villares      |
| 9  | Spagna (bandiera)       | A     | Iván Barbero        |
| 10 | Spagna (bandiera)       | A     | Yeremay Hernández   |
| 11 | Serbia (bandiera)       | D     | Nemanja Tošić       |
| 12 | RD del Congo (bandiera) | C     | Omenuke Mfulu       |
| 14 | Spagna (bandiera)       | A     | Cristian Herrera    |
| 15 | Spagna (bandiera)       | D     | Pablo Vázquez       |

| N. |                        | Ruolo | Calciatore        |
| -- | ---------------------- | ----- | ----------------- |
| 16 | Argentina (bandiera)   | A     | Juan Gauto        |
| 17 | Spagna (bandiera)      | A     | David Mella       |
| 18 | Spagna (bandiera)      | D     | Sergio Escudero   |
| 19 | Spagna (bandiera)      | D     | Jaime Sánchez     |
| 20 | Spagna (bandiera)      | C     | José Ángel Jurado |
| 21 | Spagna (bandiera)      | C     | Mario Soriano     |
| 22 | Spagna (bandiera)      | C     | Hugo Rama         |
| 23 | Spagna (bandiera)      | D     | Ximo Navarro      |
| 24 | Marocco (bandiera)     | A     | Mohamed Bouldini  |
| 25 | Brasile (bandiera)     | P     | Helton Leite      |
| 28 | Inghilterra (bandiera) | C     | Charlie Patino    |
| 33 | Spagna (bandiera)      | D     | Rafa Obrador      |
|    | Italia (bandiera)      | D     | Giacomo Quagliata |
|    | Austria (bandiera)     | P     | Daniel Bachmann   |